# Vrysoúla (ort i Grekland, Nomós Prevézis)
Vrysoúla är en ort i Grekland.   Den ligger i prefekturen Nomós Prevézis och regionen Epirus, i den centrala delen av landet, 300 km nordväst om huvudstaden Aten. Vrysoúla ligger 859 meter över havet och antalet invånare är 337.
Terrängen runt Vrysoúla är kuperad söderut, men norrut är den bergig. Vrysoúla ligger uppe på en höjd. Runt Vrysoúla är det ganska glesbefolkat, med 27 invånare per kvadratkilometer. Närmaste större samhälle är Thesprotikó, 7,2 km öster om Vrysoúla. == Kommentarer ==
1. ↑  Framräknat ur variansen i alla höjduppgifter (DEM 3") från Viewfinder Panoramas, inom 10 km radie.[2] Mer om algoritmen finns här: Användare:Lsjbot/Algoritmer.